# Condado de Franklin (Vermont)
O Condado de Franklin (em inglês:  Franklin County) é um dos 14 condados do estado americano de Vermont. A sede e maior cidade do condado é St. Albans. Foi fundado em 15 de janeiro de 1777, do Condado de Charlotte, Nova Iorque.
O condado possui uma área de 1 792 km², dos quais 1 641 km² estão cobertos por terra e 151 km² por água, uma população de 47 746 habitantes, e uma densidade populacional de 29,1 hab/km² (segundo o censo nacional de 2010). É o quinto condado mais populoso de Vermont.